# 奇薩納 (阿拉斯加州)
奇薩納（英語：Chisana）是位於美國阿拉斯加州瓦爾迪茲-科爾多瓦人口普查區的一個人口普查指定地區。根據2010年美國人口普查，該地共人口0人，而該地的面積約為224.70平方千米。

## 地理
奇薩納的座標為62°03′58″N 142°02′27″W / 62.06611°N 142.04083°W，而該地的平均海拔高度為1027米（即3369英尺）。